# 6556 Арчімбольдо
6556 Арчімбо́льдо (1989 YS6, 1969 RM, 1977 AW, 6556 Arcimboldo) — астероїд головного поясу, відкритий 29 грудня 1989 року.
Тіссеранів параметр щодо Юпітера — 3,649.